# Stefan Dąb-Biernacki
Stefan Dąb-Biernacki, poljski general, * 7. januar 1890, † 9. februar 1959.